# Libocedrus plumosa
Libocedrus plumosa é uma espécie de conífera da família Cupressaceae.
Apenas pode ser encontrada na Nova Zelândia.
Está ameaçada por perda de habitat.